# Гітервен
Гітервен (нід. Gieterveen) — село в нідерландській провінції Дренте. Входить до муніципалітету А-ен-Гюнзе.
Його площа становить 15,40 км², а населення станом на 2021 рік складало 875 осіб.
Перша згадка про населений пункт датується 1458 роком.

## Галерея

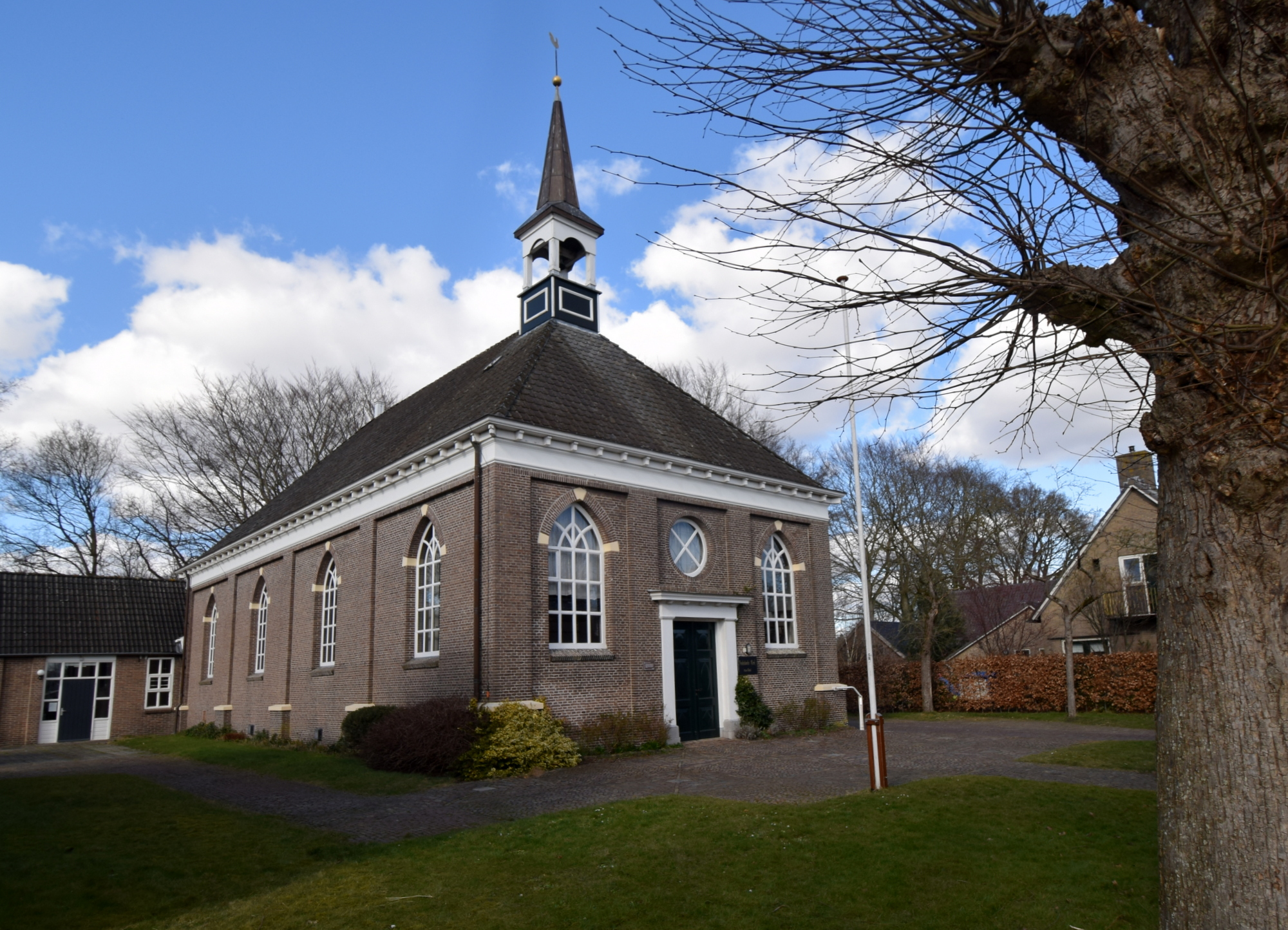
Протестантська церква
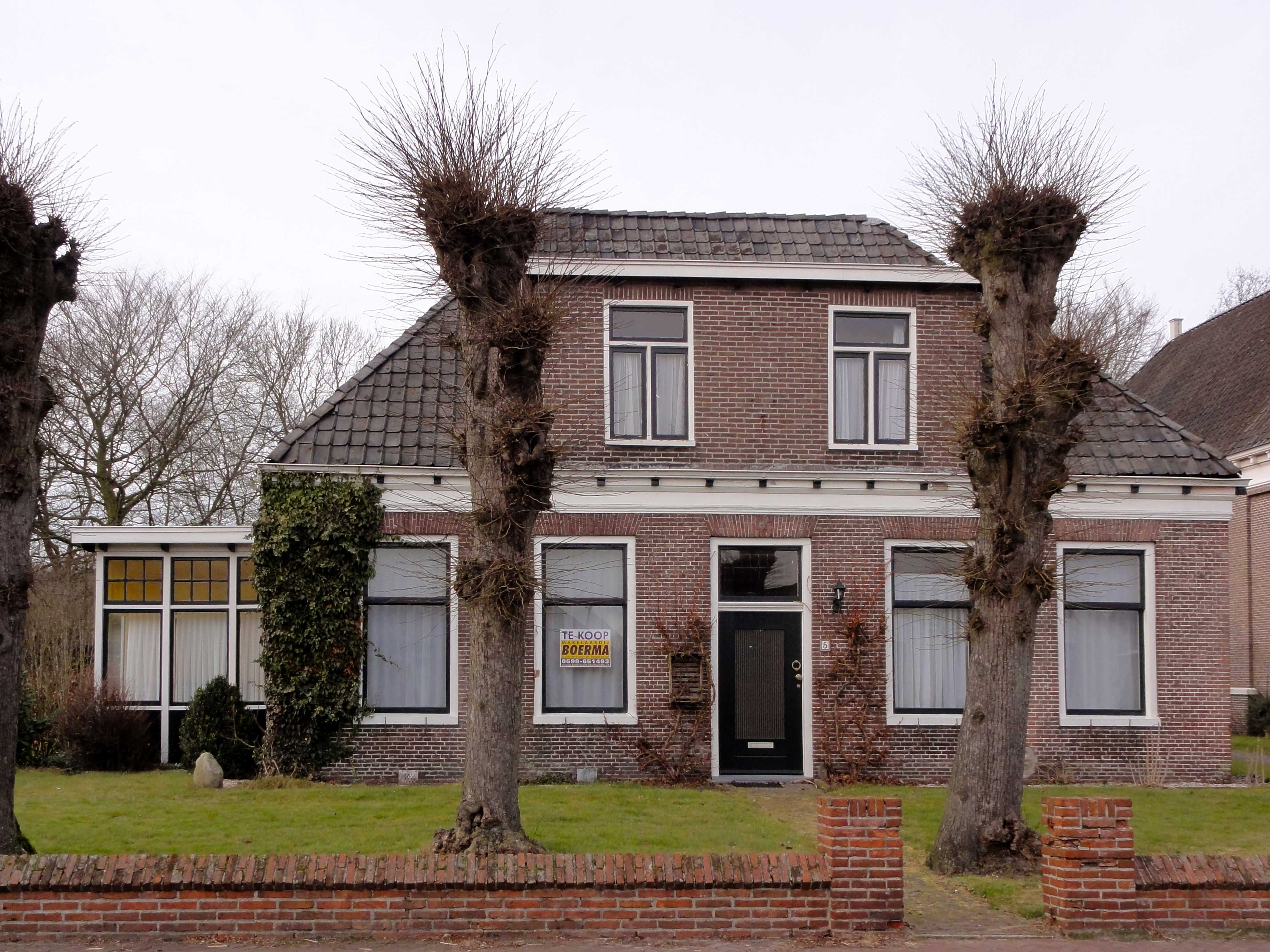
Колишній будинок почту
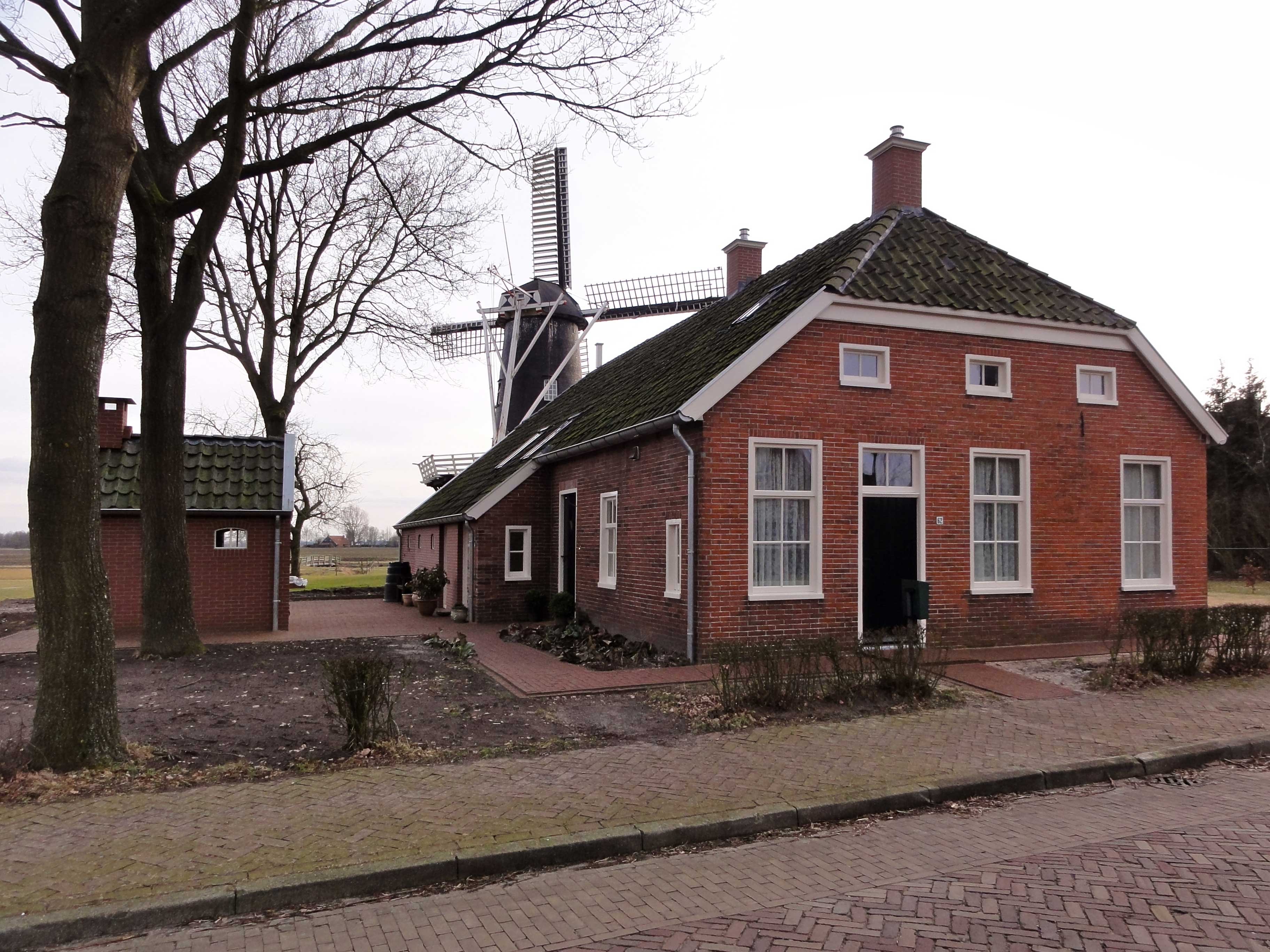
Будинок мельника
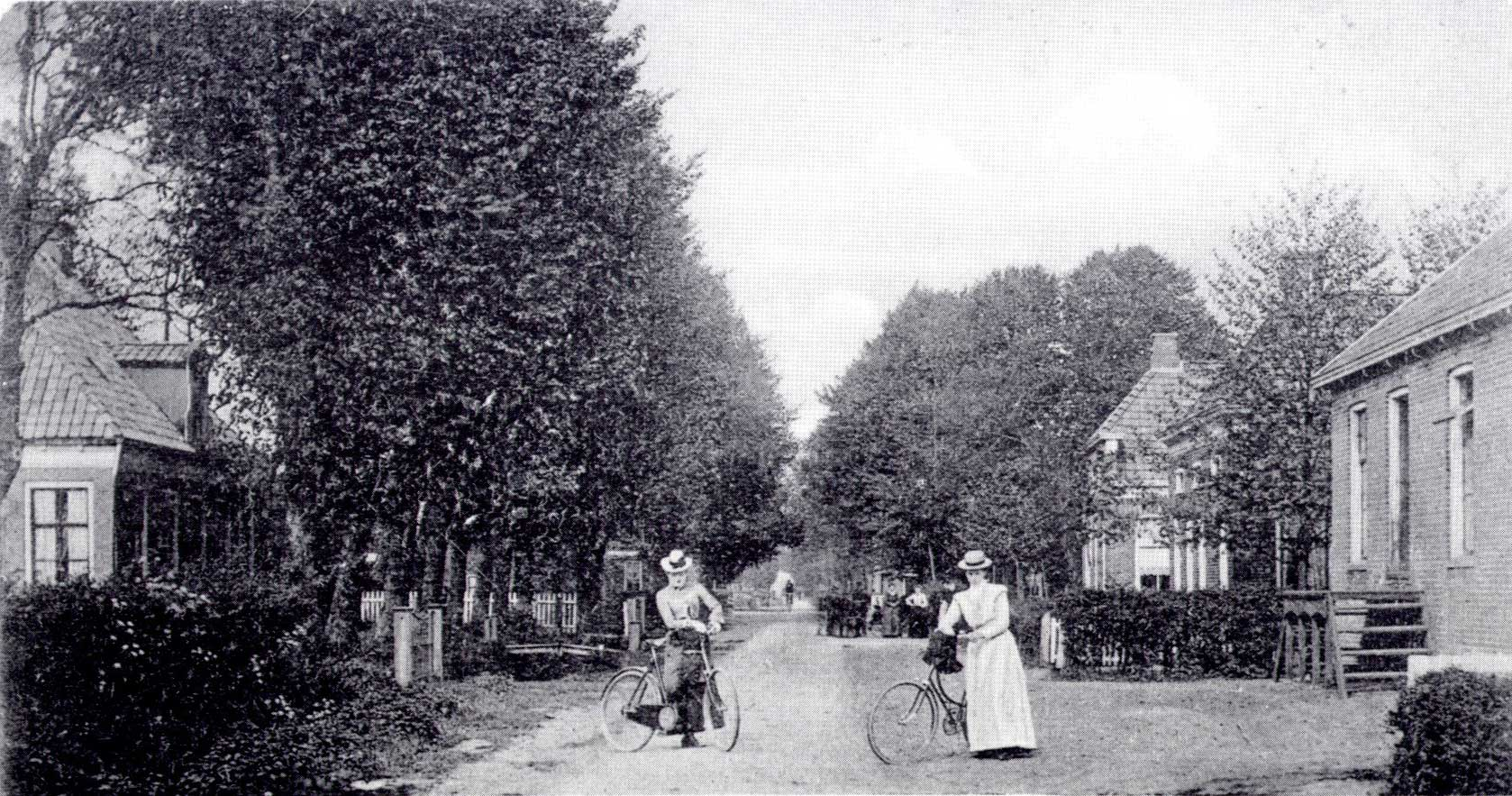
Гітервен у 1905 році